# Gustav Franz Xaver von Schreiner
Gustav Franz Xaver von Schreiner (seit 1868 Ritter von Schreiner) (* 6. August 1793 in Preßburg; † 1. April 1872 in Graz) war ein österreichischer Jurist, Theologe und Politiker.

## Leben
Schreiner studierte seit 1807 Katholische Theologie an den Priesterseminaren in Preßburg und Tyrnau, später Philosophie in Preßburg und von 1812 bis 1816 Theologie sowie Rechts- und Staatswissenschaften an der Universität Wien. Er wurde 1824 in Rechtswissenschaften promoviert. Er arbeitete anschließend als supplierender Professor an der Theresianischen Ritterakademie in Wien, dann als Erzieher beim Grafen Philipp von Grünne und seit 1819 als Professor der Statistik, Politik, Staatsrecht und Verwaltungsrechtskunde am Lyzeum in Olmütz, dessen Rektor er von 1824 bis 1828 war. Von 1828 bis 1871 war er Professor für Statistik und Politische Wissenschaften an der Universität Graz. Er war Mitarbeiter zahlreicher Zeitungen, Zeitschriften und des Rotteck-Welckerschen Staatslexikons.
Vom 18. Mai 1848 bis 19. April 1849 war Schreiner für den Wahlkreis Steiermark in Weiz Mitglied der Frankfurter Nationalversammlung in der Fraktion Württemberger Hof, später in der Fraktion Augsburger Hof.
Ab 1844 gehörte er den Steiermärkischen Landständen und von 1861 bis 1870 dem Landtag der Steiermark an.